# Cerapachys clarus
Cerapachys clarus é uma espécie de formiga do gênero Cerapachys.